# Mindoro oriental
Le Mindoro oriental est une province des Philippines.

## Villes et municipalités
Municipalités
- Baco
- Bansud
- Bongabong
- Bulalacao
- Gloria
- Mansalay
- Naujan
- Pinamalayan
- Pola
- Puerto Galera
- Roxas
- San Teodoro
- Socorro
- Victoria

Villes
- Calapan